# Fondation pour le droit continental
La Fondation pour le droit continental intervient auprès des organismes supranationaux pour valoriser les atouts du droit de tradition civiliste par rapport à la common Law. 

## Actions
Par l'organisation de colloques internationaux (Rencontres franco-chinoises du droit et de la Justice, Convention des juristes de la Méditerranée, Forum juridique franco-allemand) la Fondation assure le rayonnement du droit continental et contribue aux réflexions menées sur son évolution.    

## Prix
- Prix Charles-Aubert de droit 2013 de l’Académie des sciences morales et politiques[1].